# Eothenomys
Eothenomys (Miller, 1896) è un genere di roditori della famiglia dei Cricetidi.

## Descrizione

### Dimensioni
Al genere Eothenomys appartengono roditori di piccole dimensioni, con lunghezza della testa e del corpo tra 88 e 126 mm, la lunghezza della coda tra 30 e 55 mm e un peso fino a 27 g.

### Caratteristiche craniche e dentarie
Il cranio è delicato, arrotondato con un rostro corto e sottile. Gli incisivi superiori sono lisci, quelli inferiori sono relativamente corti, i molari sono a crescita continua, hanno una corona alta e la forma tipicamente prismatica. 
Sono caratterizzati dalla seguente formula dentaria:

### Aspetto
L'aspetto è quello tipico di un'arvicola. La pelliccia è corta, densa e soffice, le parti dorsali sono bruno-rossastre scure, con la schiena spesso caratterizzata da riflessi metallici, mentre le parti inferiori sono grigio-bluastre. Gli esemplari più giovani sono quasi completamente nerastri. Le orecchie sono ben sviluppate e fornite di una valvola alla loro apertura. Le zampe hanno una forma normale, il pollice è corto e fornito di un'unghia appiattita, il palmo è provvisto di cinque cuscinetti, mentre la pianta ne ha sei e sono entrambi rivestiti di peli. La coda è lunga fino alla metà della testa e del corpo, è ricoperta di setole che solitamente formano un corto ciuffo terminale. Le femmine hanno due paia di mammelle inguinali.

## Distribuzione
Il genere è diffuso nell'Ecozona orientale dalla Penisola coreana fino all'Indocina e all'isola di Taiwan.

## Tassonomia
Il genere comprende 8 specie.
- Eothenomys cachinus
- Eothenomys chinensis
- Eothenomys custos
- Eothenomys melanogaster
- Eothenomys miletus
- Eothenomys olitor
- Eothenomys proditor
- Eothenomys wardi